# Court Serpent
Court Serpent est le premier roman de Bernard du Boucheron paru le 20 août 2004 aux éditions Gallimard et récompensé par le grand prix du roman de l'Académie française. 
Outre l'aspect spirituel et social de communautés médiévales scandinaves en perdition, l'ouvrage présente les thèmes, relativement peu abordés par les auteurs français, du Groenland et moins encore de la dégradation climatique du petit âge glaciaire. Bernard du Boucheron rejoint ainsi le petit groupe d'auteurs français illustrant la part romancée et ethnographique de la « littérature polaire » avec Jules Verne, Paul-Émile Victor, Jean Malaurie ou encore Victor Hugo pour la poésie.

## Historique de l'œuvre
Court Serpent est le premier roman Bernard du Boucheron, qui a fait toute sa carrière dans l'industrie. La note de présentation par les éditions Gallimard précise que le manuscrit est arrivé par la poste. 

## Résumé
Il s'agit d'un roman historique noir : la décadence de la colonie viking du Groenland et de son extinction au XIVe siècle. L'histoire est relatée du point de vue de l'abbé Montanus — inquisiteur ordinaire et extraordinaire — envoyé en mission pour ranimer la foi de la colonie, après une interruption de contacts de plusieurs années. Entre-temps, cette colonie a sombré dans la déchéance et le paganisme.
Court Serpent est le nom du navire qui emmène vers la Nouvelle Thulé, « au Nord du monde », l'abbé inquisiteur de Joug-Dieu qui doit rechercher et porter secours à cette colonie dont on n'a plus de nouvelles — depuis trois générations pour l'établissement de l'Ouest — en raison de la dégradation climatique du petit âge glaciaire, les rivages étant pris dans les glaces de mer. Le cardinal-archevêque de Nidaros (actuelle Trondheim) l'a mandaté auprès des Chrétiens du diocèse de Gardhar pour les soustraire à la sauvagerie et à l'œuvre du Malin. Le navire Ormen Korte (Court Serpent en mémoire du roi Olaf Tryggvason) part de Kirkesund en direction de la route d'Islande après la fonte des neiges.

## Éditions et traductions
- Court Serpent, éditions Gallimard, coll. « Blanche », 2004  (ISBN 2070771253).
- Court Serpent, éditions Gallimard, coll. « Folio », 2006, 160 p.,  (ISBN 978-2070321032).
- (en) The Voyage of Short Serpent[1], trad. Hester Velmans, éditions Overlook/Duckworth, 2008, 208 p.,  (ISBN 978-1590201510).